# Krymskaja (station MTsK)
Krymskaja (Russisch: Крымская ) is een station aan de Moskouse Centrale Ringlijn die als lijn 14 wordt geëxploiteerd. Het station ligt op het punt waar de kleine ringspoorlijn de Prospekt Sebastopolskaja kruist en is het zuidelijkste punt van de centrale ringlijn. De naam verwijst naar de Krim waar de Russische marinebasis Sebastopol ligt.

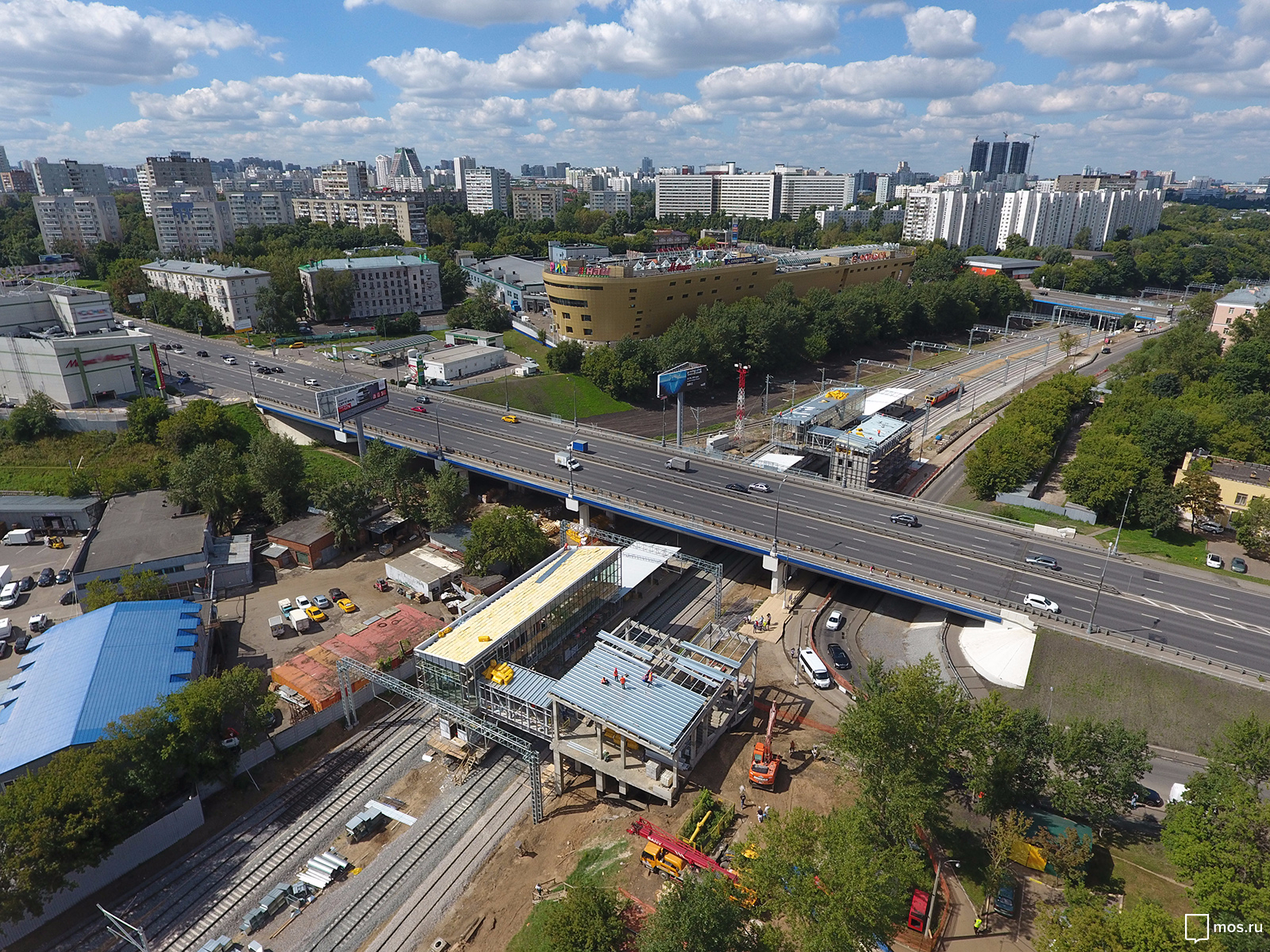
Het station onder de Prospekt Sebastopolskaja in augustus 2016
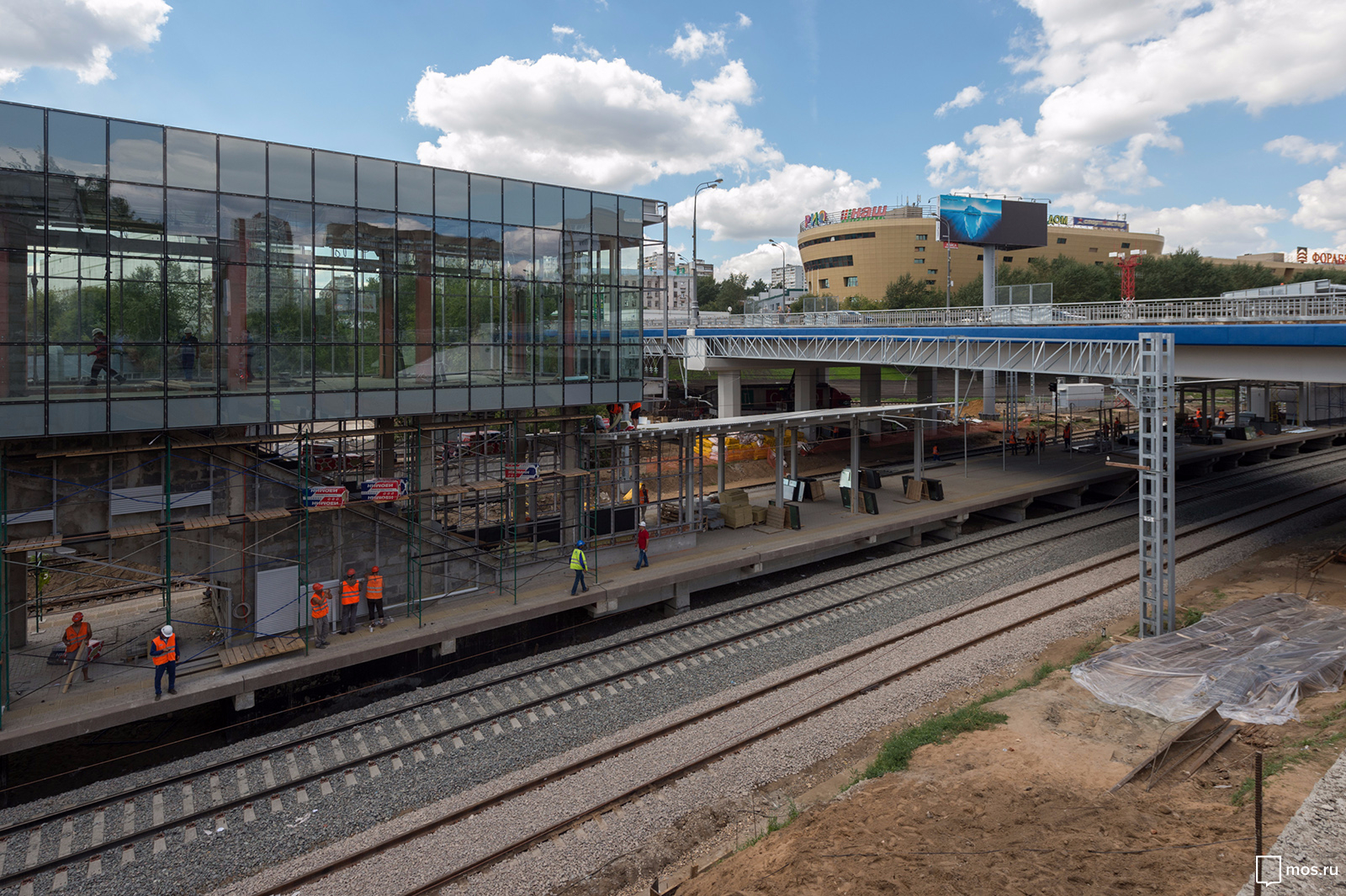
De afwerking in volle gang een maand voor de oplevering
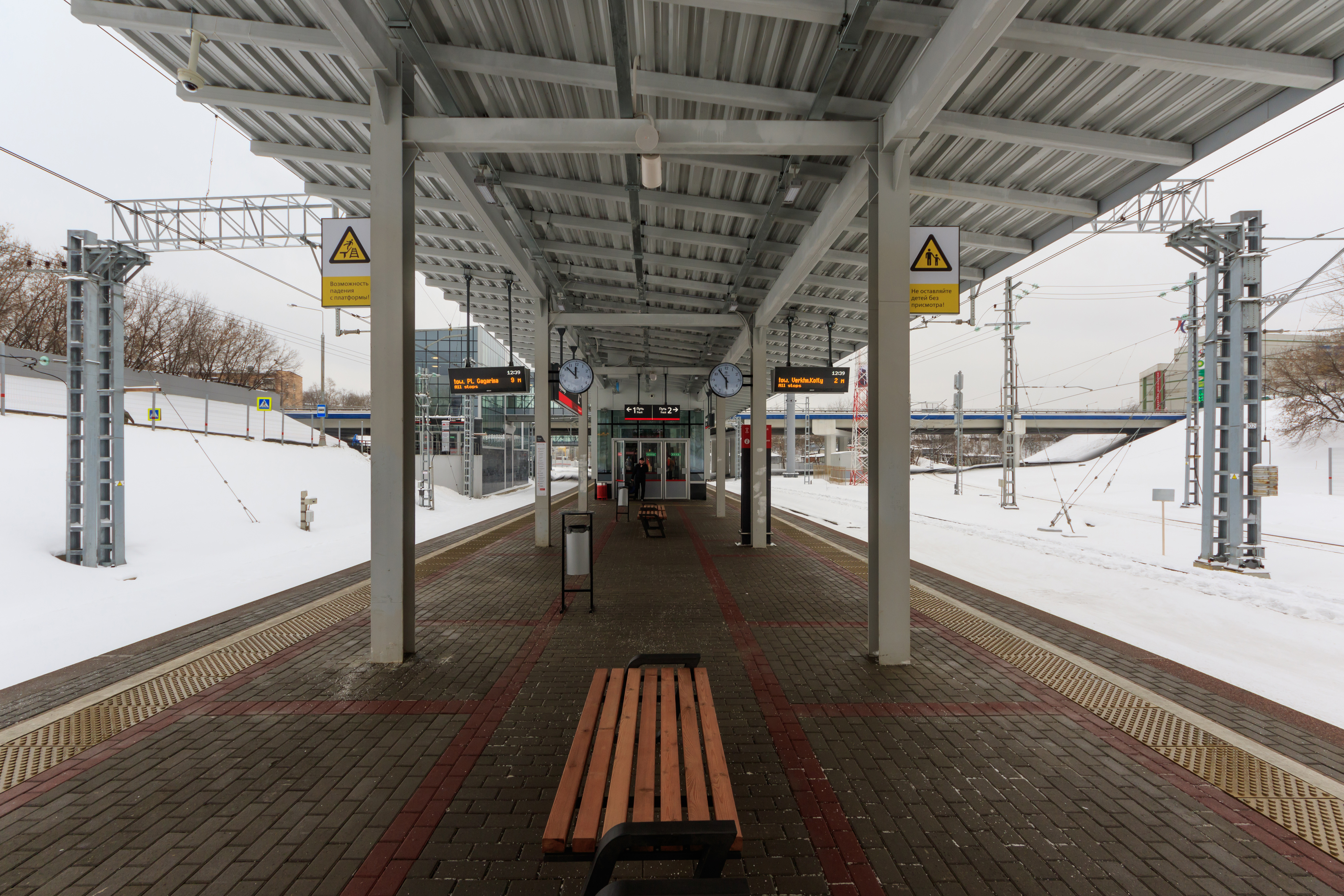
Op het perron 14 januari 2017

De halte wordt station genoemd ondanks dat er geen wissels tussen de sporen liggen, het eilandperron kent twee sporen aan weerszijden. De sporen langs de perrons worden gebruikt door lijn 14 terwijl de buitenste sporen ook dienstdoen voor goederen verkeer. Het station behoort niet tot de oorspronkelijke stations van de kleine ringspoorlijn maar is tussen maart en september 2016 gebouwd ten behoeve van de hervatting van het personenverkeer op de kleine ringlijn. Ondergronds komt hier het metrostation Sebastopolskij prospekt dat vanaf 2023 samen met Krymskaja en diverse bushaltes een OV knooppunt zal vormen. In 2017 stond het station op de 22e plaats qua reizigersaantallen onder de stations van de centrale ringlijn.